# دوان جي كاري
دوان جي كاري (بالإنجليزية: Duane G. Carey)‏ (و. 1957 – م) هو ضابط جوي، ورائد فضاء من الولايات المتحدة الأمريكية . ولد في سانت باول، مينيسوتا .

## ريادة الفضاء
شارك في المهمات الفضائية:
- STS-109.

## التعليم
تعلم في جامعة مينيسوتا، وU.S. Air Force Test Pilot School

## الخدمة العسكرية
خدم في القوات الجوية الأمريكية.

## جوائز
حصل على جوائز منها:
- جائزة الشجاعة طيران
- وسام الجو.